# Schoondorp
Schoondorp is een buurtschap op het eiland Tholen in de provincie Zeeland. 
De buurtschap ligt ca 2 kilometer ten zuiden van het dorp Poortvliet, rondom de Oude Schoondorpseweg, vlakbij Strijenham. Volgens PZC: 'Misschien het kleinste gehucht van Zeeland.'  Tot 1970 lag Schoondorp in de gemeente Poortvliet. In de Middeleeuwen lag aan op de plek van het natuur- en recreatiegebied het verdwenen gehucht Schoondorpe.
Steden: Sint-Maartensdijk · Tholen

Dorpen: Anna Jacobapolder · Oud-Vossemeer · Poortvliet · Scherpenisse · Sint-Annaland · Sint Philipsland · Stavenisse

Buurtschappen: Botshoofd · De Sluis · Gorishoek · Malland · Molenvliet · Molenwerf · Mosselhoek · Onder de Molen · Oud Kerkhof · Oudeland · De Rand · Rijkebuurt · Schoondorp · Steenenkruis · Strijenham · Westkerke

Zeeland: Steden en dorpen in Zeeland      Nederland: Provincies · Gemeenten